# Alvin Plantinga
Alvin Plantinga (Ann Arbor, Michigan, 15 de novembre de 1932) és un filòsof estatunidenc famós per la seva defensa de l'existència de Déu i altres camps d'estudi de la filosofia de la religió, que ha estudiat des del punt de vista del calvinisme que professa.

## Pensament
Platinga considera que Déu existeix com a veritat evident, per això no cal demostrar-lo racionalment, tot i que es pot fer (seguint l'argument ontològic de Sant Anselm), ja que la ment el capta per intuïció. Aquest Déu ha dissenyat l'evolució, que no es regeix per l'atzar, posicionant-se així a favor del disseny intel·ligent.
Pel que fa al problema del mal, argumenta, en comptes de seguir la via de la teodicea ordinària, que Déu ha creat un món amb maldat malgrat la seva omnipotència i infinita bondat per fer l'home més lliure (si no existís l'opció d'equivocar-se aquesta llibertat estaria limitada), tot i que el podia haver creat sense maldat.